# 碧罗灯心草
碧罗灯心草（学名：Juncus biluoshanensis）为灯心草科灯心草属的植物。分布于中国大陆的云南等地，生长于海拔3,900米的地区，见于山坡路边岩石上，目前尚未由人工引种栽培。